# 25091 Sanchez-Claudio
25091 Sanchez-Claudio (tên chỉ định: 1998 RH41) là một tiểu hành tinh vành đai chính. Nó được phát hiện bởi dự án Nghiên cứu tiểu hành tinh gần Trái Đất Lincoln ở Socorro, New Mexico ngày 14 tháng 9 năm 1998. Nó được đặt theo tên Alex Antonio Sanchez-Claudio.